# Krankenbataillone der Wehrmacht
Die Krankenbataillone der Wehrmacht waren in der Endphase des Zweiten Weltkriegs aufgestellte Einheiten aus körperlich und psychisch kranken Soldaten. Mit ihnen erhoffte man sich, den zunehmenden Verlusten und dem daher einhergehenden Personalmangel innerhalb der Wehrmacht entgegenzuwirken.

## Geschichte
Die Initiative zur Aufstellung der Krankenbataillone der Wehrmacht  ging auf den Heeres-Sanitätsinspekteur Generalarzt Paul Walter zurück. Er sprach am 29. März 1944 vor Truppenärzten, dass es „für deutsche Männer eine Schande“ sei, im „schweren Ringen um Deutschlands Freiheit“ wegen Erkrankungen zurückzubleiben. Er befahl daher, Lazarette und Ersatztruppen zu durchkämmen und viele, als „nicht einsatzfähig“ deklarierte Soldaten unter Zwang zurückzuführen.
Auf Anweisung der Heeressanitätsinspektion wurden die Krankenbataillone je nach Art der Erkrankung gebildet und in verschiedene Heereseinheiten integriert. Bereits 1943 wurde im mährischen Freudenthal ein erstes Bataillon aufgestellt, was fast ausschließlich Magenkranken bestand und für Wachaufgaben im rückwärtigen Gebiet verwendet wurde.
Bis 1945 wurden etwa 11 „Ohrenbataillone“ und mindestens 30 „Magen-Bataillone“, manche davon mit mehr als 3000 Mann Stärke, aufgestellt. Zum Einsatz kamen sie überwiegend hinter der Front, wo sie die kampfkräftigen Einheiten durch Abnahme von beispielsweise logistischer Aufgaben entlasten sollten. Nur in Notlagen wurden die Bataillone im Infanteriegefecht an der Front eingesetzt. So musste etwa die im November 1944 neu formierte 70. Infanterie-Division mit rund 50.000 Magenkranken die Verteidigung der holländischen Insel Walcheren übernehmen; sie kapitulierte wenige Tage später vor kanadischen Truppen.
Häufig bestanden die Bataillone bis auf den Kommandeur und einige Führungsoffiziere aus Erkrankten. Diese setzten oft auf harte Maßnahmen, die zu einer stärkeren Disziplinierung führen sollten. Walter verfolgte offen das Ziel, vermeintliche „Schwächlinge“ durch Disziplin „aufzurichten“. Die Bataillone dienten somit auch als Druckmittel gegen Deserteure oder simulierende Soldaten, denn wer als „unwillig“ galt, konnte in diese Formationen zwangsversetzt werden.

## Historische Aufarbeitung
Das Thema der Krankenbataillone ist bisher unzureichend aufgearbeitet und ist weitestgehend in Vergessenheit geraten. Bis auf den Truppenarzt Rolf Valentin, der selbst in einer dieser Einheiten diente und später ein Buch darüber schrieb, gibt es keine Literatur und nur selten Zeugenberichte zu dem Thema.